# 6時です、きょうの静岡
『6時です、きょうの静岡』（ろくじです、きょうのしずおか）は、2000年4月から2001年3月までNHK静岡放送局で放送されていた、静岡県内向けのローカルワイドニュース番組である。

## 概要
1998年4月にスタートした『ニュースいちばん』の終了を受けて番組タイトルを変更。放送時間は平日（月曜から金曜） 18:00 - 18:59。
2000年度には17:10 - 17:30が静岡局の県域の編成であったが、2001年4月から17時台全てが県域の編成となり、2時間のワイド番組として『たっぷり静岡』を開始したことによって番組は終了した。なお、この番組が開始したことに伴い、20:45 - 21:00のニュース番組のタイトルが『ニュースいちばん845』から、『ニュースしずおか845』に変更されている。

## 出演者

### メインキャスター
- 中村泰人、平山佐知子（隔週で出演）
- 小川浩司、開地知子（隔週で出演）

中村と小川は、昼間のニュース（平日）と『ニュースしずおか845』も担当していた。

### スポーツコーナー担当
- 吉川すみ（旧・吉川純恵）
- 渡辺弥生（当時静岡局契約キャスター）

## 補足など
- 前番組中に夕方のローカルワイドニュースで使用するスタジオが変更されたが、この番組でも前番組と同様に静岡放送局の第1スタジオが使用された。

| NHK静岡放送局 平日夕方のローカルニュース | NHK静岡放送局 平日夕方のローカルニュース | NHK静岡放送局 平日夕方のローカルニュース |
| 前番組                                   | 番組名                                   | 次番組                                   |
| ---------------------------------------- | ---------------------------------------- | ---------------------------------------- |
| ニュースいちばん                         | 6時です、きょうの静岡                    | たっぷり静岡                             |